# Beatles for Sale
Beatles for Sale je v pořadí čtvrté album britské rockové kapely Beatles. Bylo vydáno koncem roku 1964 pod hlavičkou Parlophone a jeho producentem byl George Martin. Největším hitem na albu je píseň Eight Days a Week.
Album se nahrávalo v Abbey Road Studios v Londýně; Beatles se dělili o studio s klasickými muzikanty. Vydání LP předcházel singl „I Feel Fine“ / „She's A Woman“. Ve Spojených státech vyšly písně z alba Beatles for Sale na albech Capitolu Beatles '65 a Beatles VI.

## Charakteristika
Album ukazuje zrání Lennona a McCartneyho jako textařů, zejména John Lennon začíná psát písně textově méně banální a více niterné. Objevují se i první náznaky experimentování s aranžemi. Zároveň ale obsahuje i nebývalé množství coverů – 6 ze 14 písní alba jsou převzaté, vesměs z americké rokenrolové a country provenience. Jde také o poslední řadové album Beatles, na němž není ani jedna skladba George Harrisona.
Beatles for Sale je jedno z beatlovských alb s autonomním pojmenováním nevycházejícím ze žádné konkrétní písně. Název, v překladu „Beatles na prodej“, signalizuje určité vyčerpání a deziluzi členů kapely z beatlemánie a komercionalizace jejich tvorby. Smluvní povinnost vydat další desku, aniž by měli dost času napsat na ni nový materiál, byla ostatně hlavním důvodem zařazení množství převzatých skladeb. Také zde bylo vzato zavděk McCartneyho „I'll Follow The Sun“, jednou z jeho nejranějších písní (složil ji v 16 letech), která se řadí k vůbec nejkratším písním v katalogu Beatles (když pomineme fragmentární skladby z pozdních alb).

## Seznam skladeb
Všechny písně složili John Lennon a Paul McCartney, pokud není uvedeno jinak.

### Strana A
1. „No Reply“ – 2:15 (zpěv Lennon)
2. „I'm a Loser“ – 2:31 (zpěv Lennon)
3. „Baby's in Black“ – 2:02 (zpěv Lennon, McCartney)
4. „Rock and Roll Music“ (Chuck Berry) – 2:03 (zpěv Lennon)
5. „I'll Follow the Sun“ – 1:46 (zpěv McCartney)
6. „Mr. Moonlight“ (Roy Lee Johnson) – 2:33 (zpěv Lennon)
7. „Kansas City/Hey, Hey, Hey, Hey“ (Jerry Leiber/Mike Stoller, Richard Penniman) – 2:33 (zpěv McCartney)

### Strana B
1. „Eight Days a Week“ – 2:43 (zpěv Lennon, McCartney, Harrison)
2. „Words of Love“ (Buddy Holly) – 2:12 (zpěv Lennon, McCartney, Harrison)
3. „Honey Don't“ (Carl Perkins) – 2:55 (zpěv Starr)
4. „Every Little Thing“ – 2:01 (zpěv Lennon, McCartney)
5. „I Don't Want to Spoil the Party“ – 2:33 (zpěv Lennon)
6. „What You're Doing“ – 2:30 (zpěv McCartney)
7. „Everybody's Trying to Be My Baby“ (Carl Perkins) – 2:23 (zpěv Harrison)

## Nástroje
John Lennon: zpěv, elektrická kytara, akustická kytara, dvanáctistrunná kytara, harmonika, tamburína, tleskání
Paul McCartney: zpěv, baskytara, klavír, Hammondovy varhany, tleskání
George Harrison: zpěv, elektrická kytara sólová, akustická kytara, buben, tleskání
Ringo Starr: zpěv, bicí souprava, tamburína, tympány, perkuse, tleskání
George Martin: klavír